# Grote Prijs Jean-Pierre Monseré
Grote Prijs Jean-Pierre Monseré je jednodenní cyklistický závod konaný v Západních Flandrech v Belgii a je pojmenován po Jeanu-Pierrovi Monseréovi, mistrovi světa v silničním závodu z roku 1970, jenž umřel v roce 1971 při závodu Grote Jaarmarktprijs. Závod je součástí v rámci UCI Europe Tour na úrovni 1.1.

## Seznam vítězů
| Rok  | Země                  | Jezdec                   | Tým                          |
| ---- | --------------------- | ------------------------ | ---------------------------- |
| 2012 | Belgie                | Frédéric Amorison        | Landbouwkrediet–Euphony      |
| 2013 | Belgie                | Tom Van Asbroeck         | Topsport Vlaanderen–Baloise  |
| 2014 | Belgie                | Guillaume Van Keirsbulck | Omega Pharma–Quick-Step      |
| 2015 | Belgie                | Jürgen Roelandts         | Lotto–Soudal                 |
| 2016 | Nizozemsko            | Lars Boom                | Astana                       |
| 2017 | Belgie                | Laurens Sweeck           | ERA–Circus                   |
| 2018 | Nizozemsko            | André Looij              | Monkey Town Continental Team |
| 2019 | Nejelo se kvůli bouři | Nejelo se kvůli bouři    | Nejelo se kvůli bouři        |
| 2020 | Nizozemsko            | Fabio Jakobsen           | Deceuninck–Quick-Step        |
| 2021 | Belgie                | Tim Merlier              | Alpecin–Fenix                |
| 2022 | Belgie                | Arnaud De Lie            | Lotto–Soudal                 |
| 2023 | Belgie                | Gerben Thijssen          | Intermarché–Circus–Wanty     |
| 2024 | Belgie                | Jarne Van de Paar        | Lotto–Dstny                  |

### Vítězství dle zemí
| Vítězství | Země       |
| --------- | ---------- |
| 9         | Belgie     |
| 3         | Nizozemsko |